# 榊原金之助
榊原 金之助（さかきばら きんのすけ、1909年11月9日 - 1983年3月12日）は、日本の新聞記者、政治家。『東海新聞』（『東海愛知新聞』の前身）の創立者の一人。東海新聞社の社長を26年間務めた。また、愛知県議会議員を2期務めた。

## 経歴

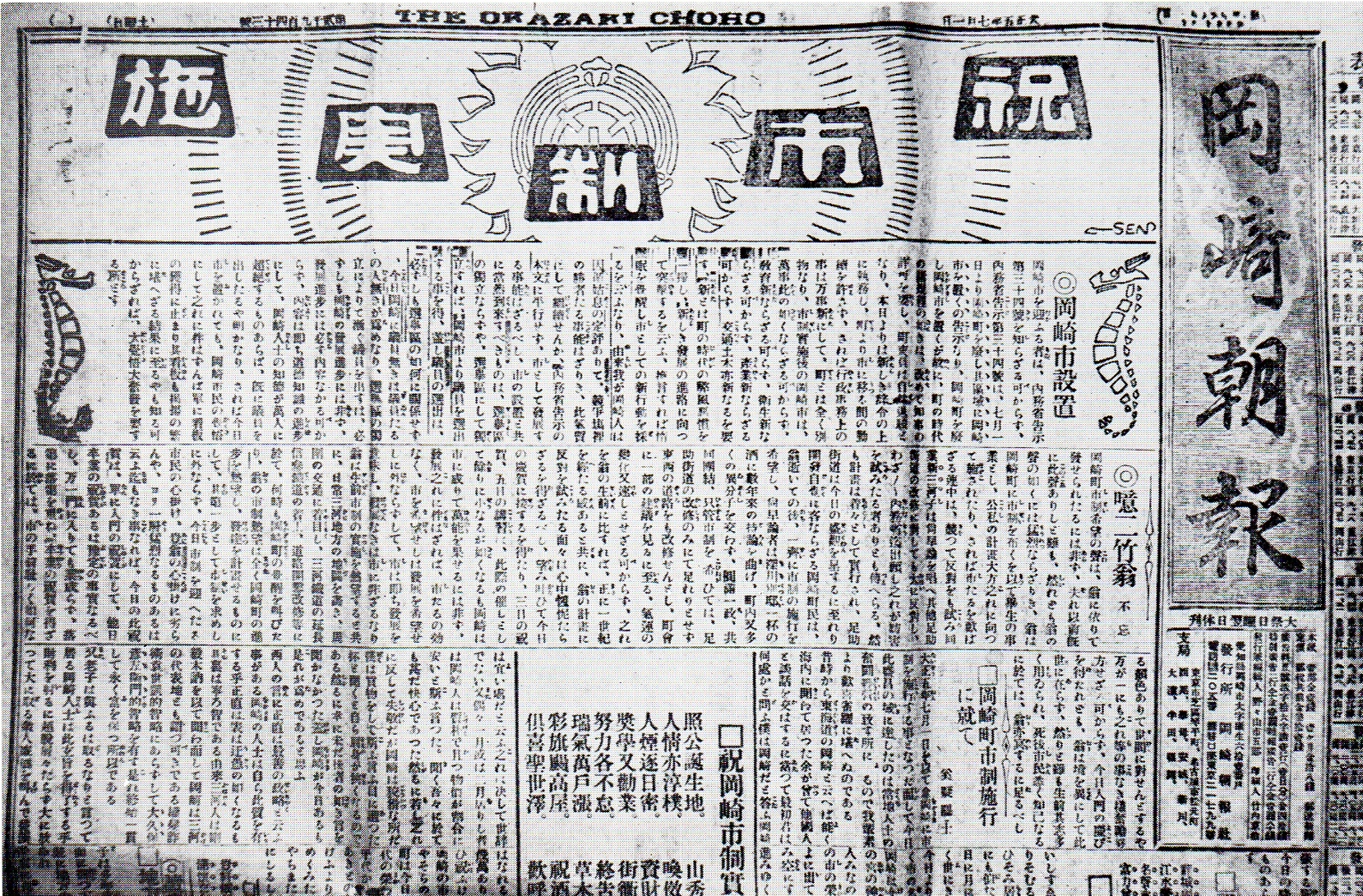
榊原が最初に携わった『岡崎朝報』

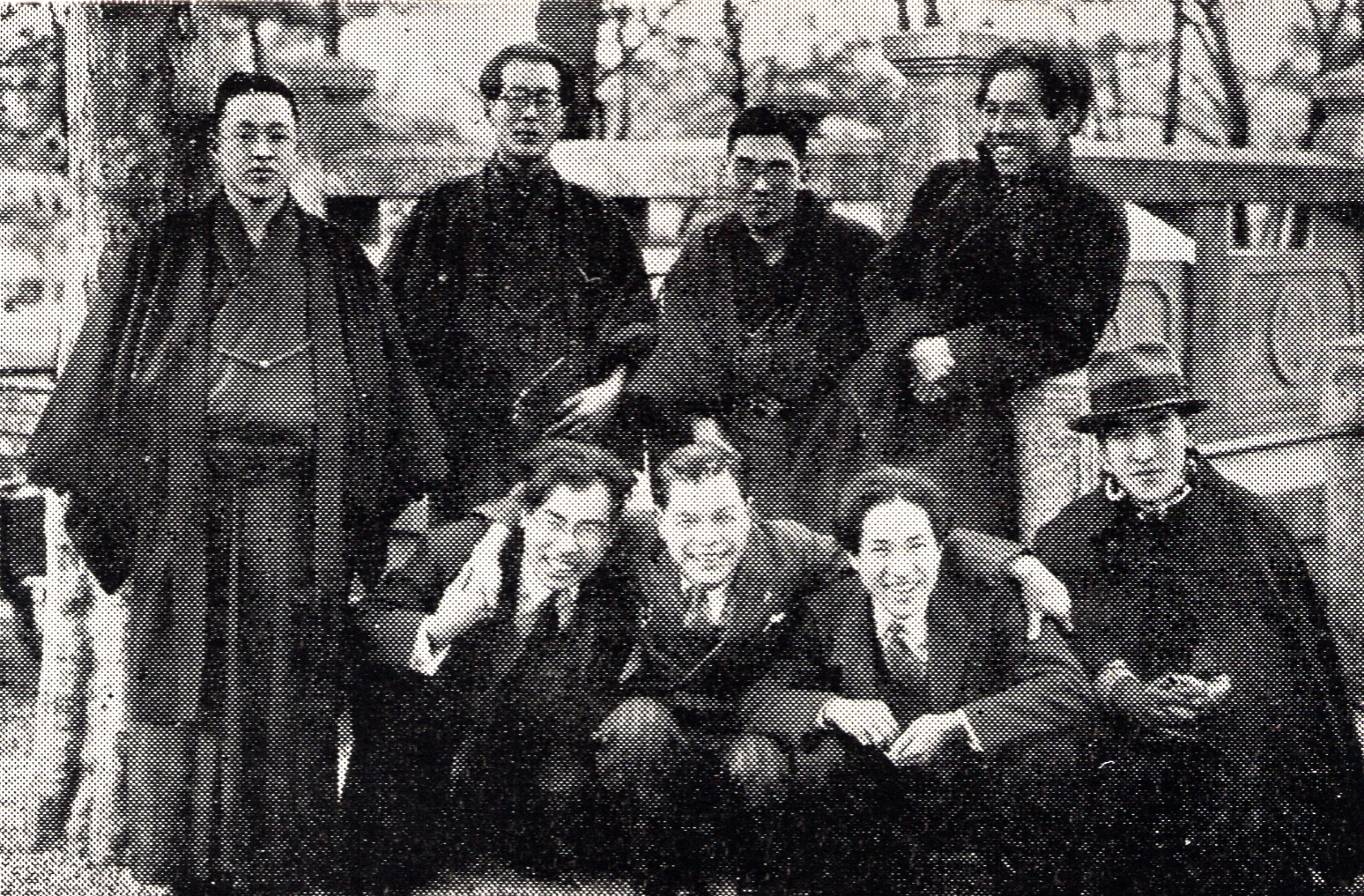
岡崎市の新聞記者仲間とともに。後列右から2番目が榊原。

愛知県額田郡常磐村大字大柳（現・岡崎市大柳町）に生まれる。祖父の事業の失敗から岡崎市の中心部に一家は移住。文選工見習いをしながら家計を助け、額田郡岡崎高等小学校（現・岡崎市立梅園小学校）を卒業。
1915年（大正4年）春、竹内京治が社主を務めていた日刊紙『岡崎朝報』に入る。やや遅れて入社したのが太田光二であった。太田は戯作的色合いの強かった同僚記者とは一線を画し、「時事漫談」という硬派の文章を執筆していたという。組合活動を行う過程で次第に社会主義運動への傾斜を深める。地元日刊紙『新三河』の政治部記者だった島田小市がオルグの中心となり、榊原も島田の人柄に惹きつけられ運動に身を挺することとなった。榊原はのちに回顧録の中で「（注・三河地方における）昭和初頭の解放運動の特筆すべき現象は、良家の令嬢たちが雪崩をうって参加したことである」と述べているが、その中に山川均の最初の妻となる大須賀里子もいた。1925年（大正14年）、近藤春次が『岡崎朝報』に入社。
1930年（昭和5年）5月、『三河日報』記者の和田英一が結核で死去。和田の葬儀で島田小市と畔柳治三雄は組合組織の問題を提起。同年7月1日、島田、畔柳、落合秀雄らによって岡崎合同労働組合が設立された。9月頃に役員が定められ、委員長には島田が就き、榊原は常任委員会の委員として加わった。近藤春次、神谷光次、畔柳晋二らものちに活動に加わった。
1931年（昭和6年）1月15日夜、三河日報事件が発生。畔柳治三雄、榊原ら5名が事件の実行犯として起訴される。起訴猶予となった榊原は神谷光次、伊藤鈴男らとともに同年10月10日、無産青年連盟岡崎支局を設立。全協の再建、繊維産業の組合の組織化などを企てるも当局の察知するところとなり、12月20日に検挙された。

### 転向
1932年（昭和7年）10月30日、静岡県熱海町で日本共産党幹部が一斉検挙された熱海事件が起こる。弾圧の嵐が吹き荒れる中、同年暮れに榊原は神谷光次、本多光太郎の甥の本多兵三郎らと日本共産党西三河地区委員会を結成した。シンパは数十人に及び、その中にはのちにCBCの重役となる安藤春夫もいた。地方としては画期的とも言える早い時期に生まれた「岡崎共産党」であったが、翌1933年（昭和8年）1月に大規模な検挙があり四分五裂。西尾市内のアジトにいた神谷は間一髪、警察の手を逃れ、冬の矢作川を徒歩で渡り安城のカフェで榊原と連絡。榊原も名古屋市内のアジトを転々として逃げ回ったが、3月には二人とも逮捕され、党細胞は事実上壊滅した。
獄中に転向。1933年（昭和8年）6月10日に佐野学と鍋山貞親が発表した転向声名に「刺戟され」たことを理由の一つに挙げている。
1935年（昭和10年）10月に刑期を終えるまで在獄期間は延べ4年余に及んだ。釈放後ただちに『岡崎朝報』に復帰。編集長の永野緑亭が病床に臥し、1年足らずで他界。同紙の主たる筆致は榊原が担うこととなり編集局長に就任。
1936年（昭和11年）3月11日、従業員3,400余名を有する日本レイヨン岡崎工場（現・ユニチカ岡崎工場）において、労働者は15項目の要求書を会社側に提出。同盟罷業にはいたらなかったが争議は8月まで続いた。榊原は紙面全部を費やして工場側を批判し、工場長の森田丁也をして「あんたのようなムチャな人も珍しい」と言わしめた。左翼的な組合運動は衰退期にあったため、この争議では右翼団体の愛国皇民協会が仲介に入った。賃金3割値上げ、定期昇給の実施などの要求は容れられたものの、5名の工員が解雇された。
1940年（昭和15年）11月1日付で『岡崎朝報』は『新三河』を吸収し『三河新聞』に改称。同紙編集長に就任。1941年（昭和16年）12月13日に新聞事業令が公布され、一県一紙の国策により1942年（昭和17年）7月30日、『三河新聞』も廃刊となる。岡崎商工会議所から編纂を委嘱され、同年12月15日、『岡崎商工会議所五十年史』を刊行した。岡崎市長の菅野経三郎の紹介により日本ガラ紡糸統制会社に入社。1943年（昭和18年）暮、白紙動員の令書を受け、徴用工として名古屋市の軍需工場に移る。

### 東海新聞を創刊

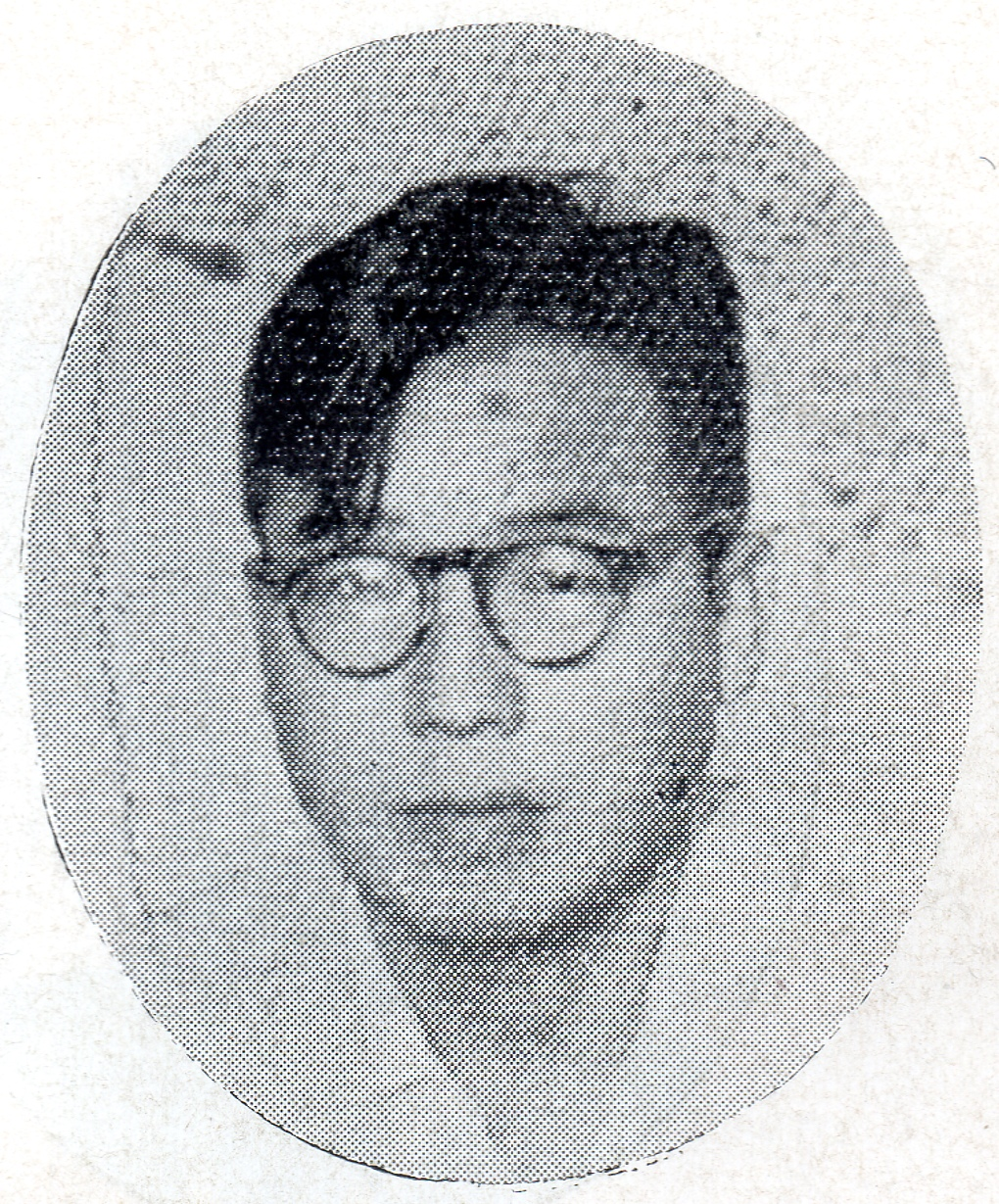
東海新聞社社長時代の榊原

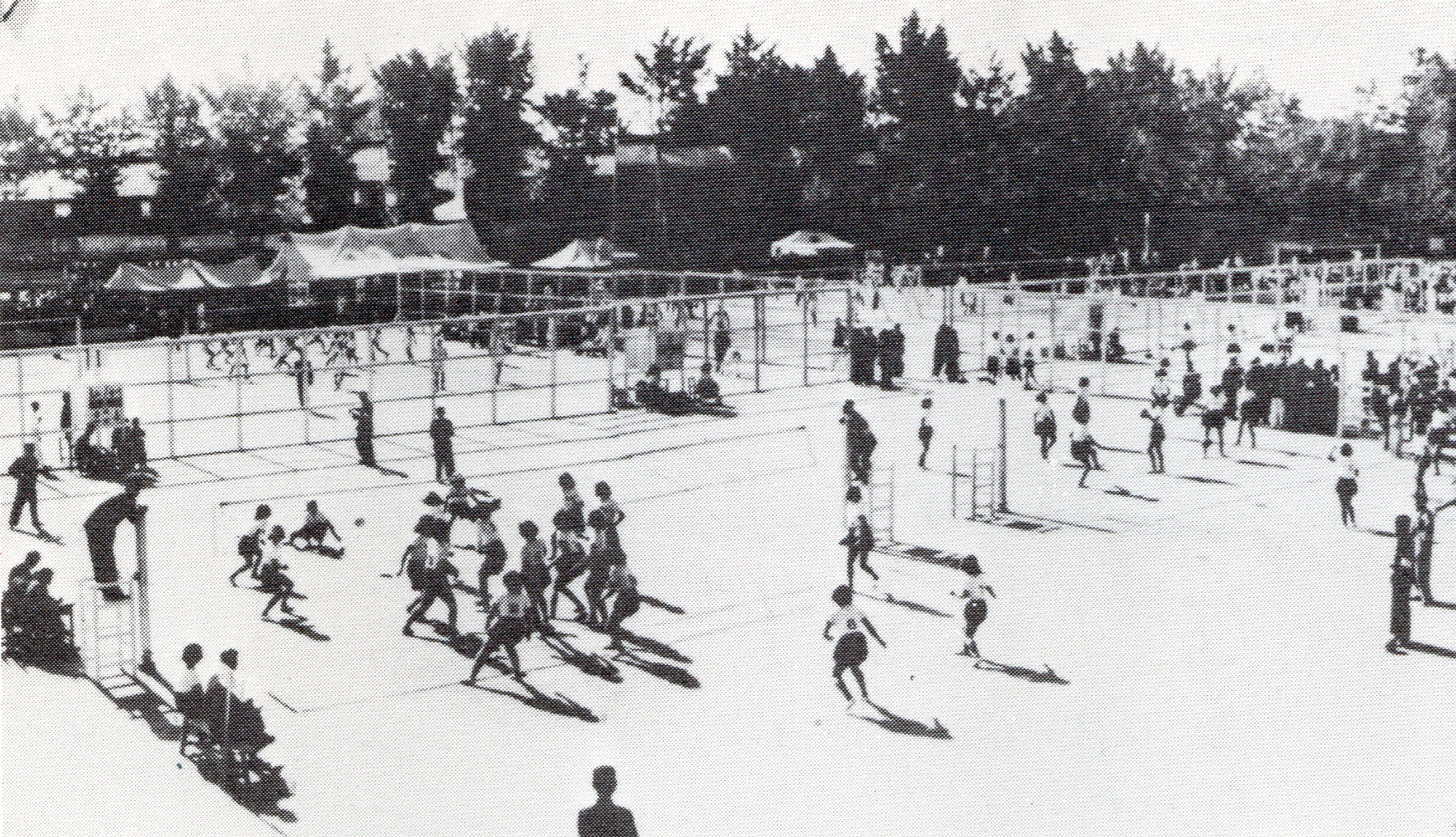
第5回国民体育大会バレーボール競技大会（1950年、岡崎公園）

1945年（昭和20年）4月、岡崎疎開工場建設の先行要員に選抜される。関連工場の一つに水雷触覚の東海兵器があり、同社の社長がのちに東海新聞を共に立ち上げることとなる黒柳章であった。敗戦に伴い軍需工場は解散。ガラ紡統制会社に復職するも、旧康生町の本社は岡崎空襲で焼失しており、会社の閉鎖も時間の問題であった。その頃、瓦礫の山の能見町の電車通りで黒柳章にばったり出会い、「金ちゃん、新聞をやらんかね」との誘いを受ける。ガラ紡統制会社の鈴木憲平社長の賛同も得られ、同年9月初旬、用紙獲得とスタッフの編成、資金集め等に着手。満員電車に揺られて上京すること数度、10月初めに内閣情報局から用紙割当の許可が下る。黒柳の持ち家である元能見町188番地の民家で創業事務にとりかかり、12月25日、『東海新聞』は創刊した。合資会社東海新聞の初代社長は黒柳、主幹編集長は榊原。創刊号の二面特集は「民主主義郷土の建設へ盛り上がる新生のいぶき」であった。
同年暮れ、竹内京治、画家の杉山新樹、弁護士の天野末治、岩津農商学校創立者の足立一平らと共に岡崎文化協会設立の案を練る。同協会は翌1946年（昭和21年）2月3日に創立した。
1947年（昭和22年）5月、新聞及出版用紙割当委員会から配給中止の指令を受ける。配給中止指令により全国の地方紙中20数社が廃業を余儀なくされたが、『東海新聞』は榊原の粘り強い交渉が奏効し配給復活を勝ち取ることができた（なお委員会のメンバーに同郷のソ連研究家の大竹博吉がいた）。同紙は行間全角アキを二分アキに改めて記事の収容量を増やし、東西三河の枢要地に支局を設け、やがて工場施設を自営に切り換えた。岡崎市の戦災復旧区画整理事業の計画図面を全ページ大で掲載した号は即日売り切れとなり、刊行頻度も不定期刊から隔日刊に、隔日刊から日刊へと変わった。東海新聞は株式会社化し、社長に就任。
1948年（昭和23年）1月21日から1954年（昭和29年）まで岡崎市公安委員長を務めた。1949年（昭和24年）4月、『ガラ紡績の業祖 臥雲辰致翁伝記』を出版。
1950年（昭和25年）2月下旬、市当局は岡崎公園において、来る第5回国民体育大会のバレーボール大会一般競技用コート8面の整備工事に着工。しかしメインコート4面の場所には朝鮮人学校が設けられており、同校の立ち退き移転問題が持ち上がる。朝鮮戦争勃発直前の南北間の対立がふくれ上がっていた時期だったため立ち退きは政治問題に発展、市内で大規模な騒乱事件が発生した。公安委員長の職にあった榊原は、かつての同志で北朝鮮系グループの指導幹部であった神谷光次に秘密裡に接触。会談は1時間余りにわたって行われ、榊原は公安委員長の命令で増援警備力の要請を撤回、北朝鮮系グループもこれに応えてデモ隊撤収を決定するという案がまとまり、事件は終息した。メインコートの工事は7月中旬に着工。国体バレーボール大会は10月28日から5日間、無事開催された。
1954年（昭和29年）11月10日、東海新聞社は岡崎市から委嘱され、1,200ページに及ぶ『岡崎市戦災復興誌』を編纂、刊行した。

### 政治活動

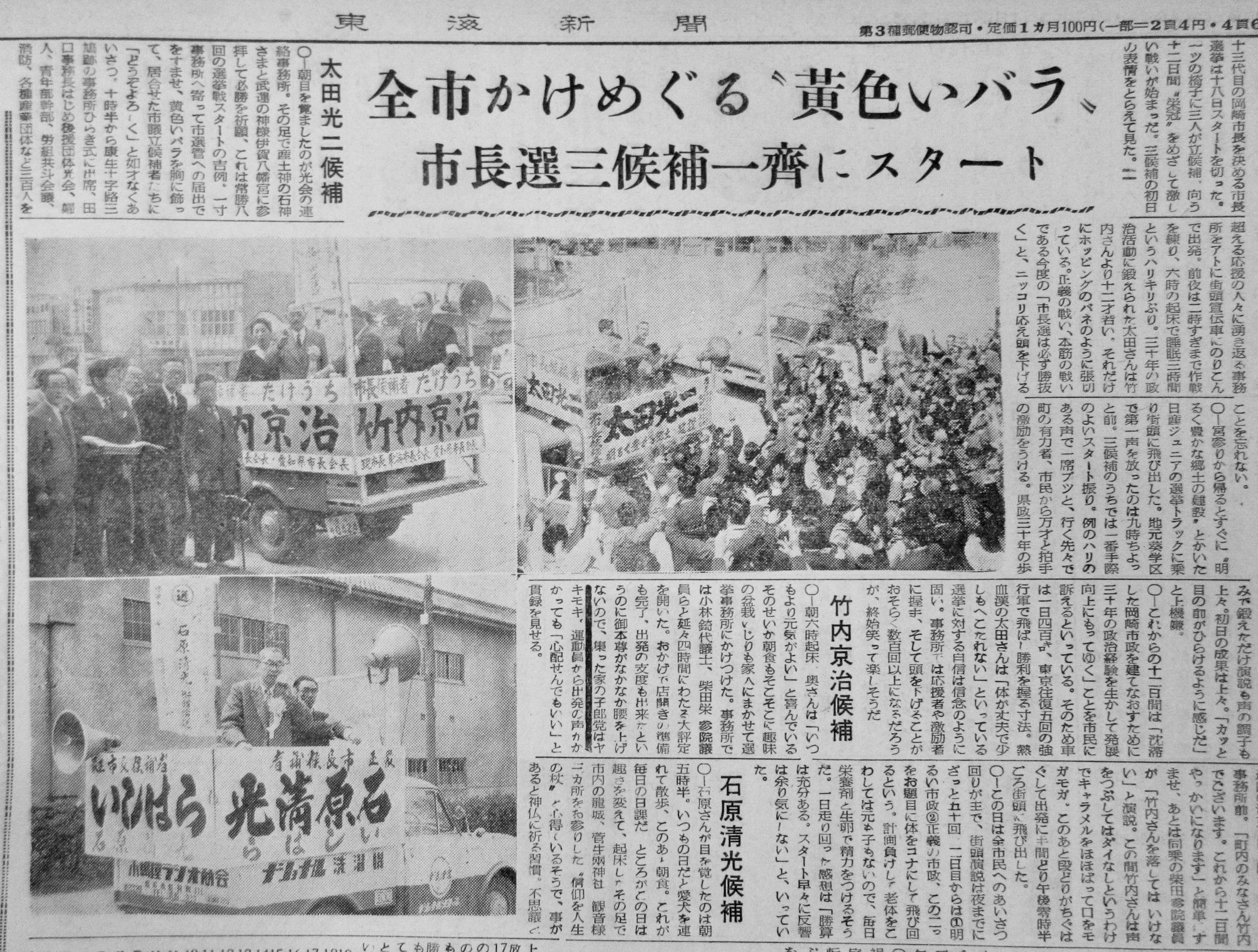
1959年の岡崎市長選挙を報じる『東海新聞』の記事。「市政はじまって以来の深刻な戦い」と言われた。

新聞社経営の傍ら、1947年（昭和22年）4月30日執行の愛知県議会議員選挙への立候補を目論むが、前社長の黒柳らの反対にあい断念。
さて同年3月26日、第1回公選岡崎市長選挙が告示される。『三河新聞』廃刊後、珪石採掘業に従事していた竹内京治が出馬したため、榊原は社を上げて竹内を支援した。市長選の候補者は竹内のほか志賀重昂の長男の志賀富士男、元市長の本多敏樹ら計4人。立候補者の立会演説会で志賀富士男が「市内のある新聞がデタラメ記事を書いた」と述べ、榊原が壇上へ駆けのぼり「失言を取り消せ」と迫ったことから会場が騒然となったことがあった。このとき紺絣にセルの袴の学生風の一人の男が会場から立ち上がり、榊原の支援演説を行う。『三河新聞』時代の部下であり、数年後『愛知新聞』を創刊する内田喜久であった。投票は4月5日に行われ、竹内が初当選した。
1951年（昭和26年）の無投票再選を挟み、1955年（昭和30年）の市長選は、元衆議院議員の千賀康治と前述の足立一平に挑まれた。千賀が掲げる「三選反対」のスローガンに追い込まれた竹内であったが、榊原には腹案があった。市長選の1週間前の4月23日に県議選を控えた太田光二（自由党）と長坂信治（日本社会党右派）の両候補者に絶えず接触し、当選が確定したら即座に竹内の応援に回るよう働きかけていた。果たして太田と長坂は当選。竹内は激戦の末、三選した。
1959年（昭和34年）の市長選は竹内と太田光二県議の事実上の一騎打ちとなった。「戦前戦後の全期間を通じ、形影相伴って終始竹内さんと運命をともにしてきた私としては、あんな形で袂を分つことになろうとは、何とも形容のしようもない痛恨事だった」「竹内さんの三選勇退と、市の功労者としての老後の平安に、すべてをかけてきた私としては、全くとり返しのつかぬ出来事だった」とのちに述べているように、榊原は太田の総参謀として竹内と相まみえることとなった。渋る太田を市長選出馬に踏み切らせたのは榊原と鳥居茂市議だったと言われている。選挙戦は竹内の四選阻止という結果に終わり、以後太田市政は3期12年続いた。
1963年（昭和38年）4月の愛知県議会議員選挙に自由民主党公認で出馬し初当選。榊原は中垣國男派（水曜会）に所属し、同じく初当選した愛知新聞社社長の内田喜久は浦野幸男派（宏池会）に所属した。選挙の結果は以下のとおり。
※当日有権者数：109,736人 最終投票率：78.84%（前回比：-4.11%）
| 候補者名   | 当落 | 年齢 | 所属党派   | 新旧別 | 得票数   |
| ---------- | ---- | ---- | ---------- | ------ | -------- |
| 内田喜久   | 当   | 38   | 自由民主党 | 新     | 18,066票 |
| 山田悠紀男 | 当   | 49   | 日本社会党 | 新     | 15,202票 |
| 榊原金之助 | 当   | 53   | 自由民主党 | 新     | 14,483票 |
| 近藤春次   | 当   | 57   | 自由民主党 | 現     | 14,470票 |
| 鈴木正雄   | 落   | 39   | 自由民主党 | 新     | 11,962票 |
| 柴田彦四郎 | 落   | 55   | 自由民主党 | 現     | 10,550票 |
| 天野房市   | 落   | 60   | 無所属     | 新     | 1,217票  |

1967年（昭和42年）に再選。1969年（昭和44年）5月30日、治安委員会委員長に選任されるも、7月、脳卒中で倒れ、9月30日に委員長を辞任した。病後は言語障害におかされた。1971年（昭和46年）の県議選は不出馬。
1972年（昭和47年）12月5日、東海新聞社の社長を退任。
1983年（昭和58年）3月12日、脳卒中後遺症のため市内梅園町1丁目の自宅で死去。73歳没。

## 関連人物
- 島田小市 - 立教大学卒業後、新聞記者となり、1931年から再三にわたり治安維持法違反などで投獄された。戦後いち早く日本共産党の東京・南部地区結成準備に参加。1946年に『アカハタ』（現・しんぶん赤旗）編集部に入り、編集局長に就いた。1950年6月6日、ダグラス・マッカーサーの指令により公職追放された。1959年の参院選に共産党公認で出馬するも落選。1981年12月23日に死去した。75歳没[46]。

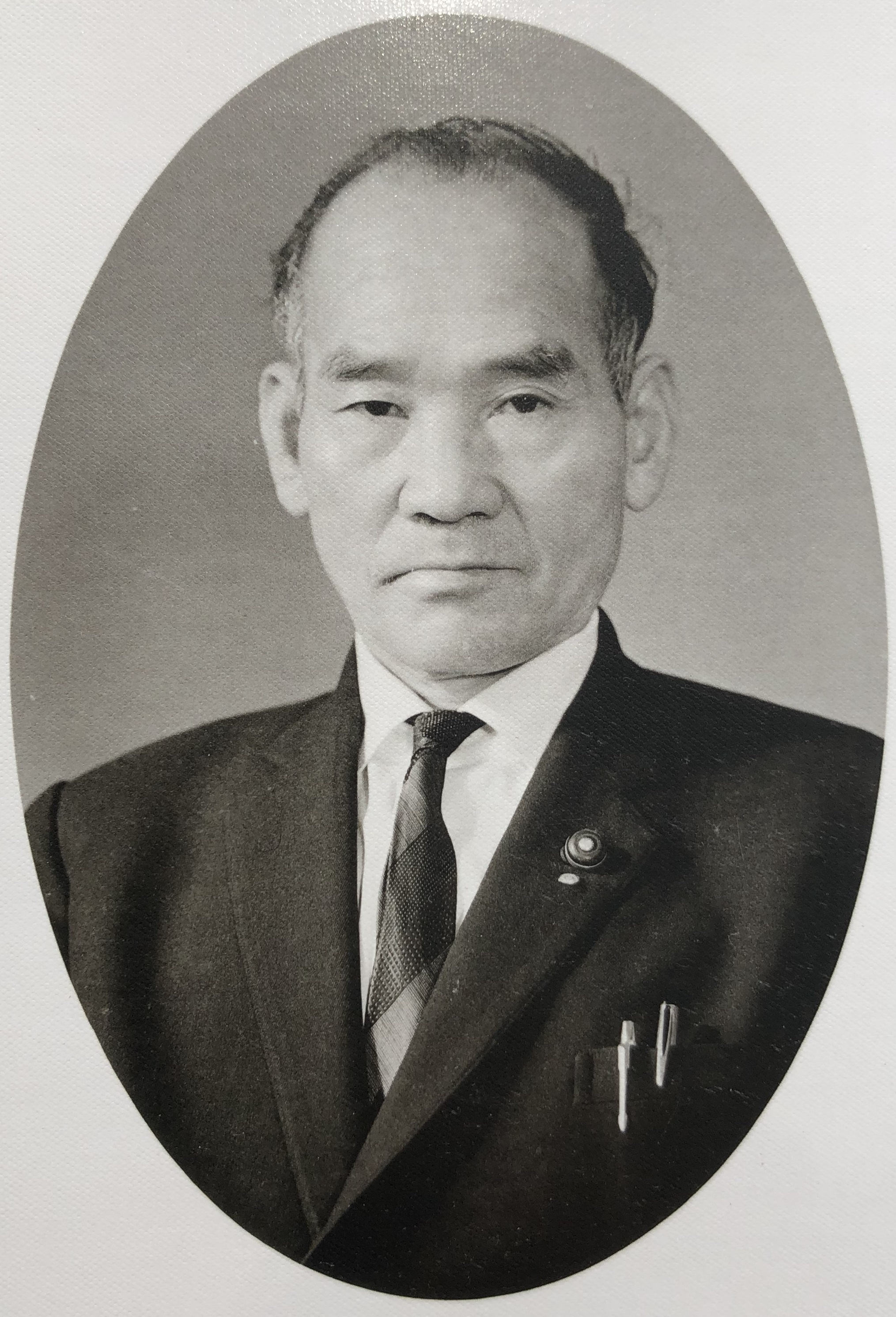
近藤春次

- 近藤春次 - 1906年3月28日、愛知県蒲郡町（現・蒲郡市）に生まれる。旧姓松山。1930年、煙火製造業の有川屋の婿養子となり近藤姓を名乗った。1933年、薪炭小売店を開業[47]。1947年4月30日に行われた県議選に日本共産党公認で出馬し落選[48]。同日の市議選では当選。3期目の1956年、自民党に入党[49]。太田光二の後継として、1959年の県議選に自民党公認で出馬し初当選[50]。1963年4月に再選後、6月に任期満了を迎える市助役の浅岡齋のリコール運動を起こす。同年の県議選で浅岡から袖にされたというのがその理由であった[51]。中垣國男派（水曜会）に属していた近藤[52][53][54]は領袖の中垣に説得されリコール運動を中止、浅岡は3選した。以来、中垣派と折り合いが悪くなり、翌1964年頃から浦野幸男に秋波を送り始め[51]、ついに浦野の派閥（宏池会）へ移った。1971年の岡崎市長選に際しては、浦野派の中で近藤を推す動きが出たものの、「近藤に分はない」と読んだ浦野が岩津天満宮の宮司で市議の服部貞弘に調整を頼み、内田喜久に一本化された[55]。5期目任期中の1977年12月25日、心臓麻痺のため死去した[56][57]。71歳没。

- 畔柳治三雄 - 「反戦印刷物貼付事件」の首謀者の一人として知られる。近藤孝太郎が愛知県岡崎師範学校の学生と結成した洋画研究の会「新光会」に参加。同校在学中の1929年4月、秘密裡に社会科学研究会を組織した。同年7月19日から21日にかけて名古屋市、岡崎市、豊橋市、一宮市等で陸軍による防空演習が行われる。岡崎地区では1万4900余名が参加する大規模な演習となった。7月19日の午後8時から5分間、午後11時から10分間、灯火管制により市内全体の灯火が消されたが、この間を縫って畔柳を中心とするグループは市内の電柱、板壁に激烈な反戦ビラを張った。事件としては不起訴となるも、畔柳は退学処分となった。この事件をきっかけに岡崎では社会体制の改変を目指す運動が活発化した[6][58]。その後上京し、『月刊ロシヤ』編集長に就いた[59]。近藤孝太郎が1949年に死んだのち、近藤の妻だった澄子は畔柳と再婚した。中日新聞社がまとめた『あいちの政治史』には、澄子は渋沢栄一の孫と記されている[8]。

- 畔柳晋二 - 1911年5月16日、岡崎町大字魚に生まれる。畔柳治三雄の実弟。戦前は一宮市の『尾州新聞』や『名古屋新聞』の記者として鳴らした。特高警察に捕らえられたのち、1943年に軍の宣撫班として満州へ強制徴用される[60]。帰国後、『中京新聞』編集局次長に就いた。1957年4月2日に死去[61]。45歳没。

- 神谷光次 - 幡豆郡吉良町（現・西尾市）の農家に生まれる。1929年、愛知県岡崎師範学校在学中に社会運動に踏み出し退校[62]。労働運動、農民運動を続け、1937年に『名古屋新聞』の記者となる。1941年12月9日に予防拘禁され、4年間刑務所にいた[63]。戦後、日本共産党愛知県委員長を務めた[64]。1958年の衆院選と1960年の衆院選に共産党公認で出馬するが、いずれも落選した。

- 鳥居茂 - 碧海郡矢作町桑子（現・岡崎市大和町）に生まれる。1910年、岡崎町立補修学校を卒業。東京で修業ののち帰郷。岡崎市松本町に旅館「竹寿」を開いた[65]。1947年に市議に初当選。1951年の選挙は落選し、1955年の選挙で返り咲く。1962年から1年間議長を務めた。1963年の県議選では榊原の出馬を熱心に推し立てた[37]。榊原は初当選を果たすが、鳥居は同年の選挙で落選する。1967年に4期目の当選[66]。「タケス」の愛称で親しまれ、新政会の実力者として政治手腕を発揮した。業界関係では岡崎旅館業組合長、岡崎氷飲食組合長、岡崎薪炭燃料組合長、西三クリーニング組合常任理事、岡崎市民信用組合理事など要職を務めたが、市議在任中の1969年4月16日、脳出血のため死去した。73歳没[65]。